# PiHKAL
《PiHKAL：化学的爱情故事》（英語：PIHKAL: A Chemical Love Story）是美国化学家亚历山大·舒尔金与妻子安·舒尔金合著的图书，1991年出版，介绍了许多苯乙胺衍生物类精神药物。